# Jämtkrogen
Jämtkrogen, beläget på gränsen mellan Jämtland och Medelpad nära E14, var ett gästgiveri som startade sin verksamhet några år efter freden i Brömsebro 1645 då Jämtland blev svenskt. Vägen är uråldrig och 
förbinder Bottenhavet med Atlanten.
Den förbättrades från ridstig till kärrväg 1654. Vägen kallas "Then stora stråkwegen" i dokument av äldre datum.
I Bräcke finns i nutid ett hotell med samma namn. Det startade i början av 1980-talet och lånade då namnet.

## Krogens etablering
Det var drottning Kristina och rikskansler Axel Oxenstierna som ville ha ett gästgiveri på den milsvida, vilda och farofyllda Jämtskogen för att få igång handeln mellan Jämtland och Sverige. Jämtarna hade tidigare i huvudsak handlat med Norge.
Vägen förbi här kom att bli den viktiga kulturväg som skulle knyta Jämtland närmare sitt nya fosterland.
Den forna riksgränsen blev landskapsgräns mellan Jämtland och Medelpad.
Den nordligare vägen över Fors och Ragunda avlystes som obehövlig.
Jämtarna hade omfattande tillgång till äldre tiders hårdvaluta:
päls och järn.
De var skickliga jägare, och järnet framställdes i blästerugnar. 
Jämtland lär vara det landskap i Sverige som har mest lämningar efter blästerugnar, och slagghögarna avslöjar dem där de ligger dolda i jämtlandsskogarna, 
ofta i närheten av myrar och sjöar där malmen hämtades.
Den jämtske handelsmannen satt som spindeln i nätet i en handelstrad som sträckte sig från Stockholm till Nordnorge. Forbönder var mycket vanliga gäster på Jämtkrogen när det begav sig.
En resa över Jämtkrogen till Stockholm kunde ta runt tre veckor, och i Stockholm hade jämtarna eget boende runt Hötorget.
Förste gästgivaren på Jämtkrogen, Anders Bertilsson från Ensillre, erhöll skattelättnader som kompensation för att han var villig att starta detta projekt.
Det var inte helt riskfritt med allt löst folk som drev omkring i Jämtskogen.
Anders Bertilsson var bland annat befriad från att erlägga sockentull, cappolainstullar samt gästningspengar.
Förutom rättighet att driva gästgiveri beviljades även tillstånd till postföring mellan Borgsjöbyn och Bräcke 1658.
I en "Promemoria" står det att platsen för Jämtkrogen varit mötesplats sedan länge. Gästgiverier fanns inte som namn före 1649, de kallades härbärgen.
Därmed är det inte möjligt att datera det ursprungliga året för krogens tillkomst.
Starten blev lyckosam och en händelserik tid inleddes.
Det finns mycket att läsa i handlingar från Borgsjö ting om detta,
bland annat om en björn som slog en häst samt att självaste general Sparre inte gjorde rätt för sig efter en gästning.
Under åren fram till dess att järnvägen kom 1879 var det mycket livlig aktivitet på Jämtkrogen. Det åts och dracks och berättades historier. Hästar stallades in rykande snönätter likaväl som vackra sommardagar. Livet beskrevs som hårt men glatt och otvunget.

### Prominenta gäster under 1600-talet
Karl XI var på genomresa den 2 juni 1686. Han sägs då ha lovprisat den källa med kristallklart vatten som är belägen i slänten upp mot dagens E14.
Från denna källa som ligger högre än byggnaderna leddes vatten med hjälp av självtryck. Urban Hjärne i sällskap med baronerna Göran Fleming och Lorentz Careelberg gästade Jämtkrogen den 22 december 1685. Erik Dahlbergh gästade också Jämtkrogen under 1600-talet.

## Gästgivare
Anders Bertilsson med en gård i Ensillre började betjäna de vägfarande 1652.
Lagfarten, daterad 12 maj 1658 undertecknades av greve Johan Oxenstierna. Bertilsson avlider någon gång mellan 1666 och 1670. Hans andre son Michael Andersson tar då över verksamheten och var sedan krögare på Jämtkrogen i närmare 50 år. 
Michael Andersson sons svärson blev därefter gästgivare och postförare omkring 1715. Han avled efter tre år och då fick den andre svärsonen Swen Swensson överta verksamheten. han fick fullmakt för postföring och gästgiveri 16 februari 1722. I tio år var han krögare nummer fyra i ordningen på Jämtkrogen. 
När Sven Svensson avled 1730 övertog hans dotter Kerstin, som följaktligen hette Svensdotter i efternamn, gästgiveriet och postföringen. Hon gifte sig samma år med Paul Jonsson, som benämndes krögare och utförde postföringen utan fullmakt. Paul Jonsson gällde som Jämtkrogens krögare till 1746, och han dog på sin post. Därefter stod Kerstin ensam som krögare och postförare. För detta erhöll hon myndigheternas beröm 1748, och samma år gifte hon om sig med Jon Eskilsson och tog över verksamheten. När Kerstin dör 1775 tar deras son Eskil Jonsson över.
Eskil Jonsson är verksam ungefär fem år på Jämtkrogen. Någon gång före 1780 gör han hemmansbyte med bonden Påhl Persson från Bensjö, som då tar över verksamheten. Efter några år tar sonen Pehr över. Därefter följer fem gästgivare inom samma släkt. Den mest berömda var Katarina Pålsdotter som var verksam 1844-1874. Hon kallades för "Moster i Krog". Flera bygdespel har uppförts på Borgsjö hembygdsgård med henne i centrum.

## Byggnader
S:t Olavsleden passerar i våra dagar över gårdsplanen förbi en ungefär 15 meter lång imponerande stenkällare och "Kungsstugan", kallad så för att Karl XIV Johan enligt traditionen övernattade i gavelrummet på övervåningen den 25 augusti 1835..
Han skrev då sitt namn på en bräda.
Brädan är dock förkommen idag och kan ha använts till att reparera en ladugårdsbyggnad.
Det är en mycket gammal byggnad. Den användes främst som bostad av gästgivarna själva och "finare" folk. Om Kroggården var fullbelagd kunde gäster även beredas plats i två rum på övervåningen.
Timmerväggarna på övervåningen är rikligt försedda med diverse texter skrivna med blyerts främst på 1800-talet. 
När Länsmuseet i Härnösand besökte Kungsstugan konstaterades att en gavel var klädd med "panel på förvandring" vilket är ovanligt.
När järnvägslinjen mellan Sundsvall och Östersund startade 1879 miste gästgiveriet sin betydelse.
Gården användes sedan främst för jordbruk. "Kroggården" från 1800-talet flyttades till Borgsjö hembygdsgård runt 1930. Den var då illa medfaren eftersom virket används för att laga ladugårdsbyggnader uppförda av senare tids arrendatorer.

### Skjutsväsen
Runt 1780 var hållskjutsen vid Jämtkrog beräknad till ungefär 735 hästar om året.
Kostnaden för detta delades mellan Jämtland och Medelpad.

## Altarstenen
Enligt traditionen utpekas platsen för Jämtkrogen som en rastplats där Olav den helige skall ha predikat vid Altarstenen. 
Senare under 1000-talet skall även Hälsinglands apostel Staffan (Sten-Finn) ha predikat där.
Altarstenen är belägen vid sidan av E14 på gränsen mellan Medelpad och Jämtland.

## Postföring
Med anledning av att Jämtkrogen var ansvarig för postföringen mellan Borgsjö och Bräcke gammalt tillbaka innebar postförordningen av 1636 bland annat detta:
gästgivaren var skyldig att hålla två postdrängar. Var inte någon av dem disponibel fick han själv ställa upp.
En postdräng på Jämtskogen skulle tillryggalägga en mil på två timmar till fots.
Den som använde längre tid skulle omedelbart avsättas och straffas med åtta dagars fängelse på vatten och bröd. Länsfängelset i Hudiksvall bestod av tre i jorden murade valv med järndörrar.
Som enda skydd mot rövare och rovdjur hade postdrängen ett spjut.
Postvapnet och posthornet som drängen blåste i när denne närmade sig nästa posthåll skulle bäras på bröstet.Den som antastade en postdräng under yrkesutövning dömdes till döden.Postföringen på Jämtkrogen kallades  "enkel postföring" därför att man befordrade posten en gång i veckan mellan Borgsjöbyn och Bräcke. Innan Jämtkrogen tog över postföringen på 1600-talet fanns posthemmanet i Hemsjö.